# Sport-Verein Werder von 1899 1997-1998
Questa voce raccoglie le informazioni riguardanti il Sport-Verein Werder von 1899 nelle competizioni ufficiali della stagione 1997-1998.

## Stagione
Nella stagione 1997-1998 il Werder Brema, allenato da Dixie Dörner e Wolfgang Sidka, concluse il campionato di Bundesliga al 7º posto. In Coppa di Germania il Werder Brema fu eliminato al secondo turno dall'Eintracht Francoforte. In Coppa Intertoto il Werder Brema fu eliminato alla fase a gironi.

## Rosa
| N. |                     | Ruolo | Calciatore          |
| -- | ------------------- | ----- | ------------------- |
| 1  | Germania (bandiera) | P     | Oliver Reck         |
| 3  | Svizzera (bandiera) | C     | Raphaël Wicky       |
| 4  | Egitto (bandiera)   | D     | Hany Ramzy          |
| 5  | Germania (bandiera) | C     | Dieter Eilts        |
| 6  | Germania (bandiera) | C     | Jens Todt           |
| 7  | Austria (bandiera)  | C     | Heimo Pfeifenberger |
| 8  | Germania (bandiera) | D     | Bernhard Trares     |
| 9  | Germania (bandiera) | A     | Bruno Labbadia      |
| 10 | Norvegia (bandiera) | A     | Håvard Flo          |
| 11 | Svizzera (bandiera) | A     | Adrian Kunz         |
| 13 | Germania (bandiera) | D     | Andree Wiedener     |
| 14 | Germania (bandiera) | C     | Thomas Wolter       |
| 15 | Germania (bandiera) | C     | Dieter Frey         |
| 17 | Germania (bandiera) | C     | Marco Bode          |

| N. |                        | Ruolo | Calciatore         |
| -- | ---------------------- | ----- | ------------------ |
| 18 | Austria (bandiera)     | C     | Andreas Herzog     |
| 19 | Ucraina (bandiera)     | D     | Viktor Skrypnyk    |
| 20 | Germania (bandiera)    | P     | Frank Rost         |
| 21 | Germania (bandiera)    | C     | Uwe Harttgen       |
| 22 | Germania (bandiera)    | C     | Torsten Frings     |
| 23 | Paesi Bassi (bandiera) | A     | Arie van Lent      |
| 24 | Germania (bandiera)    | D     | Sven Benken        |
| 25 | Germania (bandiera)    | A     | Sören Seidel       |
| 26 | Germania (bandiera)    | C     | Timo Schultz       |
| 28 | Germania (bandiera)    | C     | Christian Brand    |
| 30 | Germania (bandiera)    | D     | Björn Schierenbeck |
| 31 | Germania (bandiera)    | D     | Jens Lellek        |
| 34 | Ucraina (bandiera)     | C     | Yuriy Maksimov     |

## Organigramma societario
Area tecnica
- Allenatore: Wolfgang Sidka
- Allenatore in seconda: Karl-Heinz Kamp
- Preparatore dei portieri: Dieter Burdenski
- Preparatori atletici:

## Calciomercato

### Sessione estiva
| Acquisti | Acquisti       | Acquisti        | Acquisti |
| R.       | Nome           | da              | Modalità |
| -------- | -------------- | --------------- | -------- |
| C        | Yuriy Maksimov | Dinamo Kiev     |          |
| A        | Sören Seidel   | Blumenthaler SV |          |

| Cessioni | Cessioni     | Cessioni           | Cessioni |
| R.       | Nome         | a                  | Modalità |
| -------- | ------------ | ------------------ | -------- |
| A        | Bernd Hobsch | Rennes             |          |
| C        | Lars Unger   | Fortuna Düsseldorf |          |

### Sessione invernale
| Acquisti | Acquisti    | Acquisti        | Acquisti |
| R.       | Nome        | da              | Modalità |
| -------- | ----------- | --------------- | -------- |
| A        | Adrian Kunz | Xamax Neuchâtel |          |

| Cessioni | Cessioni     | Cessioni        | Cessioni |
| R.       | Nome         | a               | Modalità |
| -------- | ------------ | --------------- | -------- |
| C        | Heiko Scholz | Fortuna Colonia |          |

## Risultati

### Bundesliga

#### Girone di andata
| Arbitro: | Dardenne |

|                                   |           |          |
| Gilewicz 37’ Wück 50’ Schroth 90’ | Marcatori | 55’ Bode |

| Arbitro: | Stark |

|              |           |           |
| van Lent 23’ | Marcatori | 67’ Majak |

| Arbitro: | Merk |

|                                          |           |                                    |
| Herzog 26’ (rig.), 87’ Walker 39’ (aut.) | Marcatori | 5’ Bender 65’ Borimirov 89’ Bodden |

| Arbitro: | Weber |

|                             |           |  |
| Maul 10’ Daei 50’ Kuntz 88’ | Marcatori |  |

| Arbitro: | Krug |

|                       |           |             |
| Labbadia 42’ Bode 75’ | Marcatori | 56’ Kirsten |

| Arbitro: | Buchhart |

|                          |           |              |
| Neun 7’ Zeyer 10’ (rig.) | Marcatori | 19’ Labbadia |

| Arbitro: | Steinborn |

|                    |           |            |
| Todt 2’ Herzog 23’ | Marcatori | 40’ Ricken |

| Arbitro: | Zerr |

|              |           |                               |
| Marschall 6’ | Marcatori | 56’ Labbadia 85’ Flo 89’ Frey |

| Arbitro: | Albrecht |

|         |           |  |
| Flo 75’ | Marcatori |  |

| Arbitro: | Koop |

|            |           |  |
| Präger 90’ | Marcatori |  |

| Brema 17 ottobre 1997, ore 20:00 CEST 11ª giornata | Werder Brema | 0 – 0 referto | Amburgo | Weserstadion (34 800 spett.)\| Arbitro: \| Aust \| |
| Arbitro:                                           | Aust         |               |         |                                                    |

| Arbitro: | Keßler |

|                        |           |  |
| Jancker 33’ Basler 70’ | Marcatori |  |

| Arbitro: | Wagner |

|  |           |                              |
|  | Marcatori | 11’ (aut.) Trares 88’ Preetz |

| Arbitro: | Zerr |

|                         |           |  |
| Gaißmayer 86’ Thiam 90’ | Marcatori |  |

| Arbitro: | Fröhlich |

|                    |           |                |
| Bode 36’ Ramzy 38’ | Marcatori | 34’ Eijkelkamp |

| Arbitro: | Steinborn |

|  |           |           |
|  | Marcatori | 66’ Brand |

| Arbitro: | Dardenne |

|                      |           |                         |
| Frings 61’ Brand 69’ | Marcatori | 84’ (rig.), 89’ Balăkov |

#### Girone di ritorno
| Arbitro: | Berg |

|                     |           |                                   |
| Bode 17’ Frings 37’ | Marcatori | 7’, 56’, 85’ Schroth 87’ Schepens |

| Arbitro: | Kemmling |

|            |           |               |
| Rehmer 11’ | Marcatori | 13’, 53’ Bode |

| Arbitro: | Wagner |

|  |           |              |
|  | Marcatori | 57’ Maksimov |

| Arbitro: | Jansen |

|                      |           |             |
| Maksimov 37’ Flo 79’ | Marcatori | 24’ Bagheri |

| Arbitro: | Fröhlich |

|                                                |           |                  |
| Kirsten 7’, 66’ (rig.) Meijer 71’ Beinlich 85’ | Marcatori | 37’ (rig.) Brand |

| Arbitro: | Krug |

|                   |           |                           |
| Eilts 5’ Todt 82’ | Marcatori | 54’ (aut.) Todt 80’ Spies |

| Arbitro: | Buchhart |

|                            |           |                              |
| Heinrich 77’ Chapuisat 80’ | Marcatori | 75’ Herzog 87’ Pfeifenberger |

| Arbitro: | Weber |

|                   |           |                       |
| Pfeifenberger 14’ | Marcatori | 35’ (rig.) Schjønberg |

| Mönchengladbach 14 marzo 1998, ore 15:30 CET 26ª giornata | Borussia M'gladbach | 0 – 0 referto | Werder Brema | Bökelbergstadion (28 000 spett.)\| Arbitro: \| Merk \| |
| Arbitro:                                                  | Merk                |               |              |                                                        |

| Arbitro: | Keßler |

|                       |           |                     |
| Flo 45’, 84’ Kunz 61’ | Marcatori | 64’ (rig.) Dammeier |

| Arbitro: | Fandel |

|                          |           |          |
| Dembiński 78’ Yeboah 90’ | Marcatori | 25’ Bode |

| Arbitro: | Dardenne |

|  |           |                                   |
|  | Marcatori | 9’ (rig.), 61’ Scholl 81’ Jancker |

| Arbitro: | Merk |

|  |           |                       |
|  | Marcatori | 18’ Labbadia 82’ Bode |

| Arbitro: | Jansen |

|                                   |           |  |
| Labbadia 36’, 81’ (rig.) Frey 66’ | Marcatori |  |

| Arbitro: | Buchhart |

|  |           |          |
|  | Marcatori | 18’ Bode |

| Arbitro: | Albrecht |

|              |           |  |
| Maksimov 80’ | Marcatori |  |

| Arbitro: | Aust |

|              |           |  |
| Đorđević 74’ | Marcatori |  |

### Coppa di Germania
| Arbitro: | Fleischer |

|  |           |                           |
|  | Marcatori | 29’ van Lent 63’ Labbadia |

| Arbitro: | Fandel |

|                                          |           |  |
| Sobotzik 19’ (rig.) Janßen 38’ Weber 63’ | Marcatori |  |

### Coppa Intertoto

#### Fase a gironi
| 21 giugno 1997 1ª giornata |  | – Turno di riposo |  |  |

| Arbitro: | Gádoši |

|                                |           |              |
| Labbadia 28’ Herzog 35’ (rig.) | Marcatori | 62’ Ottosson |

| Arbitro: | Nalbandyan |

|  |           |                                      |
|  | Marcatori | 12’ Labbadia 35’ van Lent 79’ Herzog |

| Brema 12 luglio 1997, ore CEST 4ª giornata | Werder Brema | 0 – 0 referto | İstanbulspor | Weserstadion (17 600 spett.)\| Arbitro: \| Gallagher \| |
| Arbitro:                                   | Gallagher    |               |              |                                                         |

| Arbitro: | Znaydinski |

|                       |           |  |
| Váczi 38’ Aranyos 90’ | Marcatori |  |

## Statistiche

### Statistiche di squadra
| Competizione      | Punti | In casa | In casa | In casa | In casa | In casa | In casa | In trasferta | In trasferta | In trasferta | In trasferta | In trasferta | In trasferta | Totale | Totale | Totale | Totale | Totale | Totale | DR |
| Competizione      | Punti | G       | V       | N       | P       | Gf      | Gs      | G            | V            | N            | P            | Gf           | Gs           | G      | V      | N      | P      | Gf     | Gs     | DR |
| ----------------- | ----- | ------- | ------- | ------- | ------- | ------- | ------- | ------------ | ------------ | ------------ | ------------ | ------------ | ------------ | ------ | ------ | ------ | ------ | ------ | ------ | -- |
| Bundesliga        | 50    | 17      | 8       | 6       | 3       | 27      | 23      | 17           | 6            | 2            | 9            | 16           | 24           | 34     | 14     | 8      | 12     | 43     | 47     | -4 |
| Coppa di Germania | -     | 0       | 0       | 0       | 0       | 0       | 0       | 2            | 1            | 0            | 1            | 2            | 3            | 2      | 1      | 0      | 1      | 2      | 3      | -1 |
| Coppa Intertoto   | -     | 1       | 0       | 1       | 0       | 0       | 0       | 2            | 1            | 0            | 1            | 3            | 2            | 3      | 1      | 1      | 1      | 3      | 2      | +1 |
| Totale            | 50    | 18      | 8       | 7       | 3       | 27      | 23      | 21           | 8            | 2            | 11           | 21           | 29           | 39     | 16     | 9      | 14     | 48     | 52     | -4 |

### Andamento in campionato
| Giornata  | 1  | 2  | 3  | 4  | 5  | 6  | 7  | 8 | 9 | 10 | 11 | 12 | 13 | 14 | 15 | 16 | 17 | 18 | 19 | 20 | 21 | 22 | 23 | 24 | 25 | 26 | 27 | 28 | 29 | 30 | 31 | 32 | 33 | 34 |
| --------- | -- | -- | -- | -- | -- | -- | -- | - | - | -- | -- | -- | -- | -- | -- | -- | -- | -- | -- | -- | -- | -- | -- | -- | -- | -- | -- | -- | -- | -- | -- | -- | -- | -- |
| Luogo     | T  | C  | C  | T  | C  | T  | C  | T | C | T  | C  | T  | C  | T  | C  | T  | C  | C  | T  | T  | C  | T  | C  | T  | C  | T  | C  | T  | C  | T  | C  | T  | C  | T  |
| Risultato | P  | N  | N  | P  | V  | P  | V  | V | V | P  | N  | P  | P  | P  | V  | V  | N  | P  | V  | V  | V  | P  | N  | N  | N  | N  | V  | P  | P  | V  | V  | V  | V  | P  |
| Posizione | 18 | 18 | 18 | 18 | 16 | 16 | 12 | 8 | 7 | 9  | 10 | 12 | 14 | 17 | 13 | 9  | 10 | 11 | 10 | 8  | 7  | 8  | 9  | 9  | 8  | 9  | 7  | 8  | 9  | 7  | 7  | 7  | 4  | 7  |

Legenda:

Luogo: C = Casa; T = Trasferta. Risultato: V = Vittoria; N = Pareggio; P = Sconfitta.

### Statistiche dei giocatori
| Giocatore        | Bundesliga | Bundesliga | Bundesliga  | Bundesliga | Coppa di Germania | Coppa di Germania | Coppa di Germania | Coppa di Germania | Coppa Intertoto | Coppa Intertoto | Coppa Intertoto | Coppa Intertoto | Totale   | Totale | Totale      | Totale     |
| Giocatore        | Presenze   | Reti       | Ammonizioni | Espulsioni | Presenze          | Reti              | Ammonizioni       | Espulsioni        | Presenze        | Reti            | Ammonizioni     | Espulsioni      | Presenze | Reti   | Ammonizioni | Espulsioni |
| ---------------- | ---------- | ---------- | ----------- | ---------- | ----------------- | ----------------- | ----------------- | ----------------- | --------------- | --------------- | --------------- | --------------- | -------- | ------ | ----------- | ---------- |
| S. Benken        | 6          | 0          | 1           | 0          | 1                 | 0                 | 1                 | 0                 | 3               | 0               | 1               | 0               | 10       | 0      | 3           | 0          |
| M. Bode          | 28         | 9          | 4           | 0          | 0                 | 0                 | 0                 | 0                 | 2               | 0               | 0               | 0               | 30       | 9      | 4           | 0          |
| C. Brand         | 31         | 3          | 2           | 0          | 2                 | 0                 | 1                 | 0                 | 3               | 0               | 1               | 0               | 36       | 3      | 4           | 0          |
| D. Eilts         | 33         | 1          | 9           | 0          | 1                 | 0                 | 0                 | 0                 | 4               | 0               | 1               | 0               | 38       | 1      | 10          | 0          |
| H. Flo           | 25         | 5          | 2           | 0          | 1                 | 0                 | 0                 | 0                 | 0               | 0               | 0               | 0               | 26       | 5      | 2           | 0          |
| D. Frey          | 22         | 2          | 5           | 0          | 1                 | 0                 | 0                 | 0                 | 4               | 0               | 0               | 0               | 27       | 2      | 5           | 0          |
| T. Frings        | 28         | 2          | 5           | 0          | 2                 | 0                 | 1                 | 0                 | 3               | 0               | 0               | 0               | 33       | 2      | 6           | 0          |
| U. Harttgen      | 5          | 0          | 0           | 0          | 0                 | 0                 | 0                 | 0                 | 0               | 0               | 0               | 0               | 5        | 0      | 0           | 0          |
| A. Herzog        | 18         | 4          | 3           | 0          | 2                 | 0                 | 1                 | 0                 | 4               | 2               | 0               | 0               | 24       | 6      | 4           | 0          |
| B. Hobsch        | 0          | 0          | 0           | 0          | 0                 | 0                 | 0                 | 0                 | 1               | 0               | 0               | 0               | 1        | 0      | 0           | 0          |
| A. Kunz          | 12         | 1          | 0           | 0          | 0                 | 0                 | 0                 | 0                 | 0               | 0               | 0               | 0               | 12       | 1      | 0           | 0          |
| B. Labbadia      | 27         | 6          | 1           | 0          | 1                 | 1                 | 1                 | 0                 | 4               | 2               | 0               | 0               | 32       | 9      | 2           | 0          |
| J. Lellek        | 0          | 0          | 0           | 0          | 0                 | 0                 | 0                 | 0                 | 0               | 0               | 0               | 0               | 0        | 0      | 0           | 0          |
| Y. Maksimov      | 12         | 3          | 1           | 0          | 0                 | 0                 | 0                 | 0                 | 0               | 0               | 0               | 0               | 12       | 3      | 1           | 0          |
| H. Pfeifenberger | 18         | 2          | 2           | 1          | 1                 | 0                 | 1                 | 0                 | 4               | 0               | 0               | 0               | 23       | 2      | 3           | 1          |
| H. Ramzy         | 25         | 1          | 3           | 0          | 2                 | 0                 | 0                 | 0                 | 4               | 0               | 1               | 0               | 31       | 1      | 4           | 0          |
| O. Reck          | 33         | 0          | 3           | 1          | 2                 | 0                 | 0                 | 0                 | 3               | 0               | 0               | 0               | 38       | 0      | 3           | 1          |
| F. Rost          | 2          | 0          | 0           | 0          | 0                 | 0                 | 0                 | 0                 | 1               | 0               | 0               | 0               | 3        | 0      | 0           | 0          |
| B. Schierenbeck  | 1          | 0          | 0           | 0          | 1                 | 0                 | 0                 | 1                 | 1               | 0               | 0               | 0               | 3        | 0      | 0           | 1          |
| H. Scholz        | 1          | 0          | 0           | 0          | 0                 | 0                 | 0                 | 0                 | 1               | 0               | 0               | 0               | 2        | 0      | 0           | 0          |
| T. Schultz       | 0          | 0          | 0           | 0          | 0                 | 0                 | 0                 | 0                 | 0               | 0               | 0               | 0               | 0        | 0      | 0           | 0          |
| S. Seidel        | 1          | 0          | 0           | 0          | 0                 | 0                 | 0                 | 0                 | 0               | 0               | 0               | 0               | 1        | 0      | 0           | 0          |
| V. Skrypnyk      | 23         | 0          | 6           | 0          | 1                 | 0                 | 0                 | 0                 | 0               | 0               | 0               | 0               | 24       | 0      | 6           | 0          |
| J. Todt          | 31         | 2          | 10          | 1          | 2                 | 0                 | 1                 | 0                 | 4               | 0               | 0               | 0               | 37       | 2      | 11          | 1          |
| B. Trares        | 26         | 0          | 5           | 0          | 2                 | 0                 | 1                 | 0                 | 2               | 0               | 1               | 0               | 30       | 0      | 7           | 0          |
| R. Wicky         | 31         | 0          | 4           | 1          | 2                 | 0                 | 1                 | 0                 | 4               | 0               | 0               | 0               | 37       | 0      | 5           | 1          |
| A. Wiedener      | 9          | 0          | 1           | 0          | 2                 | 0                 | 0                 | 0                 | 1               | 0               | 0               | 0               | 12       | 0      | 1           | 0          |
| T. Wolter        | 13         | 0          | 2           | 0          | 0                 | 0                 | 0                 | 0                 | 0               | 0               | 0               | 0               | 13       | 0      | 2           | 0          |
| A. van Lent      | 13         | 1          | 0           | 0          | 2                 | 1                 | 0                 | 0                 | 3               | 1               | 0               | 0               | 18       | 3      | 0           | 0          |